# Passavant-en-Argonne
Passavant-en-Argonne település Franciaországban, Marne megyében. Lakosainak száma 177 fő (2022. január 1.). Passavant-en-Argonne Beaulieu-en-Argonne, Le Chemin, Éclaires és Villers-en-Argonne községekkel határos.

## Népesség
A település népességének változása:
| Lakosok száma | 251  | 183  | 188  | 208  | 214  | 212  | 209  | 207  | 207  | 177  |
|               | 1968 | 1982 | 1990 | 2006 | 2013 | 2015 | 2017 | 2019 | 2020 | 2022 |